# José María Salazar
José María Salazar (Santander, ¿? — ¿?) fue un marino español que desempeñó un papel fundamental en los sucesos inmediatamente posteriores a la Revolución de Mayo de 1810 en el Virreinato del Río de la Plata.

## Biografía
José María Salazar, nativo de Santander, sirvió en la escuadra española que a las órdenes de Lángara y en combinación con otra inglesa al mando de lord Hood se apoderó en 1793 del puerto, arsenal y fortaleza de Tolón. 
Años después estuvo un tiempo al frente del apostadero de La Habana para ser luego destinado al de Montevideo.
En 1810 el capitán de navío, y después brigadier, José María Salazar ocupaba el puesto de comandante general de Marina del Apostadero del Río de la Plata, teniendo su insignia en la fragata Proserpina, a lo que sumaba la presidencia de la Junta del Apostadero, creada por ordenanza para entender en los asuntos económicos relativos a construcciones, carena y armamento de bajeles, surtido de arsenal, inspección de su tropa, escuela náutica, matrículas, presas, naufragios, correos marítimos, etc.
Producida la invasión francesa de España, Salazar 

no creía en la salvación de la madre patria, poniendo en juego toda clase de cábalas en favor de la infanta Carlota, de quien era confidente desde tiempo atrás y el encargado de propagar sus ideas, de transmitirle noticias de la verdadera situación de los negocios en el Río de la Plata y de avisarle también el momento oportuno para fugar del lado de su esposo y presentarse en Montevideo.

### Revolución de Mayo

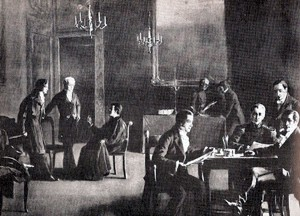
La Primera Junta. Óleo de Julio Vila y Prades.

Mientras se producían los sucesos del 25 de mayo en Buenos Aires, capital del Virreinato del Río de la Plata, Salazar envió órdenes a los marinos dependientes de ese apostadero que se encontraban en Buenos Aires, la mayor parte de ellos, de presentarse inmediatamente en Montevideo para recibir órdenes.
La mayor parte de los oficiales de marina pertenecientes a la comandancia de Montevideo se encontraban por accidente en Buenos Aires. Muchos de los oficiales, ellos el capitán de navío Juan Ángel de Michelena y los capitanes de fragata José Laguna y Jacinto de Romarate, se habían negado a reconocer la Junta de Gobierno y Observación establecida en Montevideo el 24 de septiembre de 1808 en franca desobediencia con la capital y permanecían en la ciudad desde entonces. Otros se encontraban estacionados como parte de los movimientos habituales entre el principal apostadero y la capital.
Ante las novedades, se presentaron pidiendo pasaporte para trasladarse a Montevideo, sin querer reconocer antes a la Primera Junta aduciendo que su comandante los llamaba perentoriamente para escuchar sus órdenes verbales. La Junta pese a lo evidente de la excusa, para evitar incidentes no forzó la jura ni los retuvo, lo que reveló con el tiempo ser uno de sus más serios errores, por cuanto la flotilla realista pudo recuperar sus mandos.

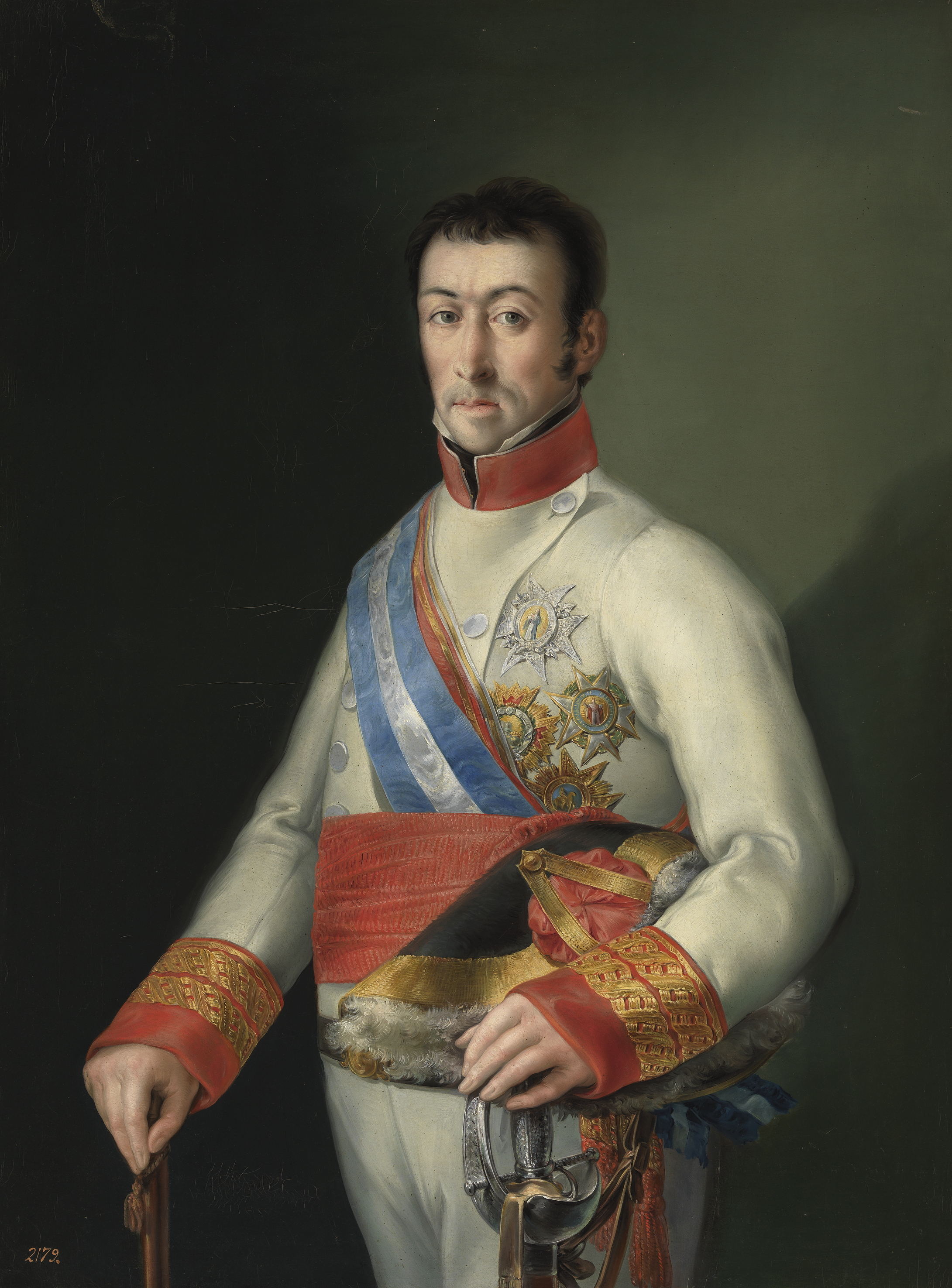
General Francisco Javier de Elío. Atribuido a Miguel Parra. (Museo del Prado).

Habiendo siendo llamado el antiguo gobernador Francisco Javier de Elío a España, ejercía como gobernador interino de Montevideo el Brigadier Joaquín de Soria, comandante general de la campaña de la Banda Oriental y antiguo Gobernador de Misiones, pero quien controlaba efectivamente la plaza era José María Salazar.
La Junta envió al capitán Martín Gailan con la notificación formal de lo sucedido y su justificación, así como con una nota de apoyo firmada por el ex virrey Baltasar Hidalgo de Cisneros.
El 1 de junio el cabildo de Montevideo resolvió nombrar una comisión para redactar el pliego que condicionaría la adhesión a la Junta de Buenos Aires. No obstante, ese mismo día, en vísperas de celebrarse la reunión definitiva, arribó el bergantín mercante Nuevo Filipino con noticias no oficiales acerca de la instalación de un Consejo de Regencia de España e Indias en la ciudad de Cádiz. 
Esa noticia fue aprovechada por Salazar, enemigo acérrimo de los revolucionarios (más por razones personales y profesionales que ideológicas), quién fraguó noticias respecto de supuestos avances y espectaculares triunfos sobre el invasor francés. 
Considerando exterminados a los invasores y constituido un gobierno supuestamente legal, los realistas consiguieron torcer la decisión del cabildo e impedir la aceptación de la Junta.
En la reunión del día 2 de abril, la decisión adoptada fue finalmente condicionar la adhesión al reconocimiento por parte de Buenos Aires del Consejo de Regencia de Cádiz.

### Misión Paso

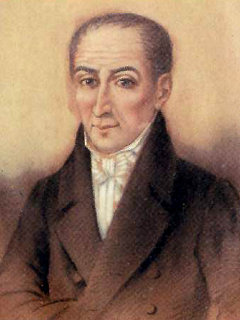
Juan José Paso.

Ante el fracaso de la misión de Gailan, la Primera Junta envió a secretario, Juan José Paso, a Montevideo. 
Al tener noticias de la misión y resuelto a impedir un arreglo, Salazar hizo desembarcar la tropa y marinería de la escuadra y colocó piezas de artillería en sitios estratégicos de la ciudad, mientras detenía y demoraba a Paso en las afueras de Montevideo. El día 15, mientras las tropas de mar se desplegaban por la ciudad como una fuerza de ocupación se celebró un nuevo cabildo abierto.
Paso informó a éste sobre lo ocurrido en Buenos Aires, los propósitos de la Junta y los motivos para no reconocer el Consejo de Regencia, solicitando la unión del pueblo de Montevideo con la capital, pero sus palabras fueron interrumpidas constantemente por gritos e insultos provenientes del sector del comandante general de marina Salazar.
Salazar sostuvo la legitimidad del Consejo de Regencia y criticó las medidas adoptadas por Buenos Aires objetando no sólo sus principios: criticó que la Junta hubiera reducido los sueldos de los oidores lo que consideró arbitrario y condenable por cuanto abría las puertas a que medidas similares se adoptaran contra otros altos empleados, incluso contra él mismo. Finalizó su intervención coincidiendo con Paso en que era necesario conservar la unidad rioplatense pero que debía ser a resultas del cambio de la posición de Buenos Aires y no de Montevideo. La postura de Paso sólo fue defendida por el padre José Manuel Pérez Castellano, y ante la creciente agresividad de Salazar y sus hombres Paso debió retirarse protegido por el coronel Prudencio Murguiondo.
Con el reconocimiento del Consejo de Regencia de España e Indias, la Comandancia del Apostadero de Montevideo pasaba ahora a depender del Ministerio de Marina de ese organismo.

### Complot en Montevideo

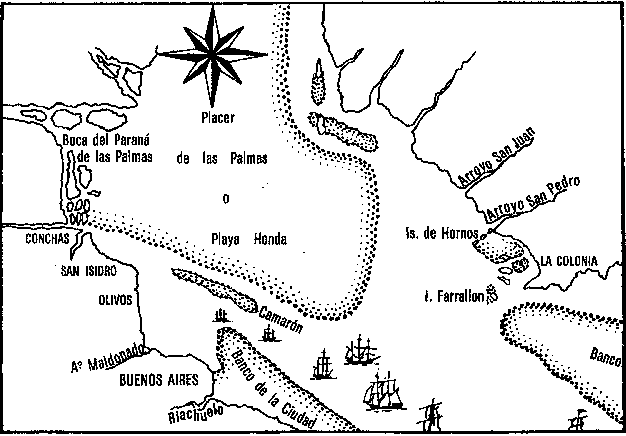
Río de la Plata.

Tras el fracaso de la negociación la Sociedad Secreta de Montevideo dirigida por Feliciano Sáenz de Cavia e integrada por Juan Ramón Rojas, Manuel Fernández Puche, los presbíteros Santiago Figueredo y Pedro Pablo Vidal y contando con el apoyo de los cuerpos urbanos de Cazadores de infantería ligera y Voluntarios del Río de la Plata al mando de los coroneles Juan Balbín González Vallejo y Prudencio Murguiondo, empezó a trabajar sobre un plan para obligar a reembarcarse al Cuerpo de la Real Marina, las tropas que respondían a Salazar, para votar libremente en un congreso.
No obstante, adelantándose al plan, el 12 de julio de 1810 Salazar fue apoyado por las fuerzas de mar con las cuales desarmó los cuerpos urbanos de Cazadores de infantería ligera y Voluntarios del Río de la Plata. En el acuerdo de rendición del que el cabildo salió garante, Salazar concedía la aministía a los líderes del movimiento, no obstante y pese a la insistencia del cabildo que deseaba se respetasen los términos, los envió encadenados a Cádiz.
Recibió clandestinamente al capitán de fragata Juan Jacinto de Vargas, emisario del exvirrey Cisneros, cuando este conspiraba para recuperar su autoridad.

### El bloqueo
Tras disponer Salazar la ocupación de las restantes plazas de la Banda Oriental que o bien dependían directamente de Buenos Aires o se habían pronunciado por la Junta: Colonia del Sacramento y Maldonado, el gobierno de Montevideo envió al capitán de fragata José Primo de Rivera y Ortiz de Pinedo a Buenos Aires para imponer a la Junta de sus condiciones pero Primo de Rivera fue despedido por la Junta por medio del secretario Mariano Moreno negándole audiencia. 

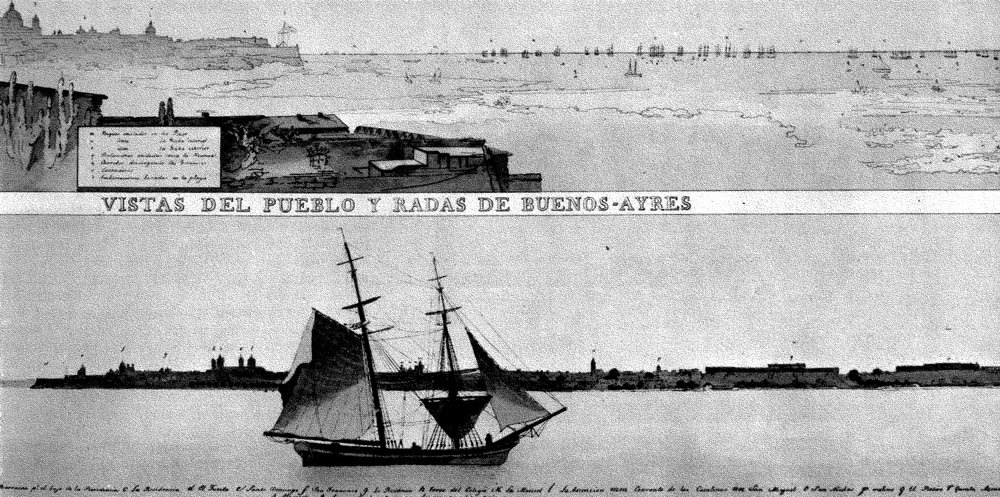
Vistas del pueblo y radas de Buenos Aires en 1813.

Ante esta ruptura formal de las relaciones entre la Junta y el gobierno de Montevideo, con acusaciones cruzadas de deslealtad e independencia, ambos gobiernos declararon el bloqueo del puerto adversario, aunque sólo los realistas contaban con una flota capaz de garantizarlo. 
El primer bloqueo de Buenos Aires fue declarado efectivo a partir del día 3 de septiembre y se mantuvo hasta mediados de octubre, cuando el capitán británico Roberto Ramsay, temporalmente a cargo de la estación naval de su país, y contando con el aval del vicealmirante Miguel de Courcy, forzó a Primo de Rivera a aceptar el libre acceso al puerto de buques de su bandera.

### El inicio de la guerra

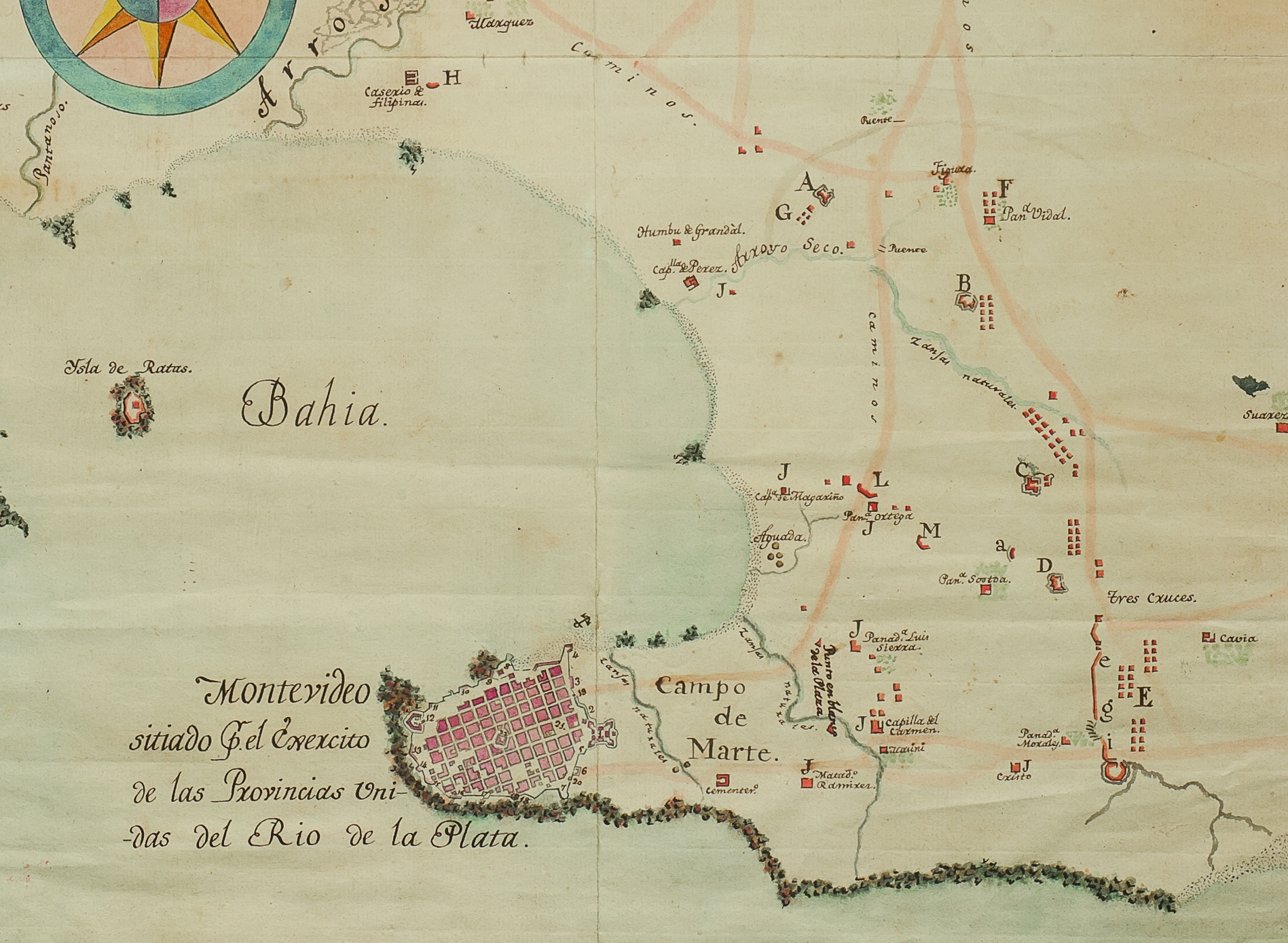
Montevideo.

En octubre de 1810 llegó a Montevideo el general Gaspar de Vigodet y se hizo cargo brevemente del gobierno, ya que en enero de 1811 regresó a Montevideo Francisco Javier de Elío con la designación como virrey del Río de la Plata. Tras recibir el rechazo a su autoridad por parte de Buenos Aires la declaró ciudad rebelde y estableció la nueva capital del virreinato en Montevideo.
A comienzos de 1811 estuvo en pie la primera flotilla patriota que fue destinada a llevar refuerzos por el río Paraná al ejército de Manuel Belgrano que se encontraba en campaña contra la rebelde Intendencia del Paraguay. Al tener noticias del hecho, Salazar envió una escuadra al mando de Jacinto de Romarate, quien el 2 de marzo de 1811 destruyó la pequeña escuadra patriota en el combate naval de San Nicolás.
Pocos días antes, el 28 de febrero de 1811, se había iniciado el levantamiento de la campaña de la Banda Oriental a favor del gobierno revolucionario de Buenos Aires. Con el apoyo de fuerzas enviadas por la Junta, los patriotas vencieron en mayo en la Batalla de las Piedras. El triunfo dio a los juntistas el dominio total de la campaña y el 21 de mayo se inició formalmente el sitio terrestre de Montevideo. 
Salazar llamó a la batalla de Las Piedras

pérdida irreparable

y 

cruel catástrofe

pues en ella 

se perdió toda la Marina que es el principal apoyo de la plaza.

No obstante, desaparecida la flotilla patriota, Montevideo estaba en condiciones de bloquear nuevamente al puerto de Buenos Aires y efectuar incursiones de hostigamiento y abastecimiento en los ríos interiores y consiguientemente impedir la caída de la plaza.
A principios de julio de 1811, Elío resolvió intentar presionar fuertemente al gobierno de las Provincias Unidas del Río de la Plata. Mientras a su requerimiento las fuerzas portuguesas al mando de Diego de Souza invadían la Banda Oriental el 17 de julio, Salazar recibió órdenes de despachar una fuerza naval al mando de Juan Ángel Michelena que produjo el Primer bombardeo de Buenos Aires sin intimación previa el 15 y 16 de julio y el Segundo bombardeo de Buenos Aires, el 15 de agosto de 1811.
Los bombardeos fueron un rotundo fracaso. En ambas ocasiones el entusiasmo del vecindario fue evidente y las consecuencias materiales para la ciudad atacada irrelevantes. Las fuerzas patriotas resultaron ilesas, la opinión pública acrecentó su patriotismo y el agresor se mostró contrario a las normas de guerra cuando mínimo en el primer ataque, al bombardear, y sin aviso, una ciudad indefensa.

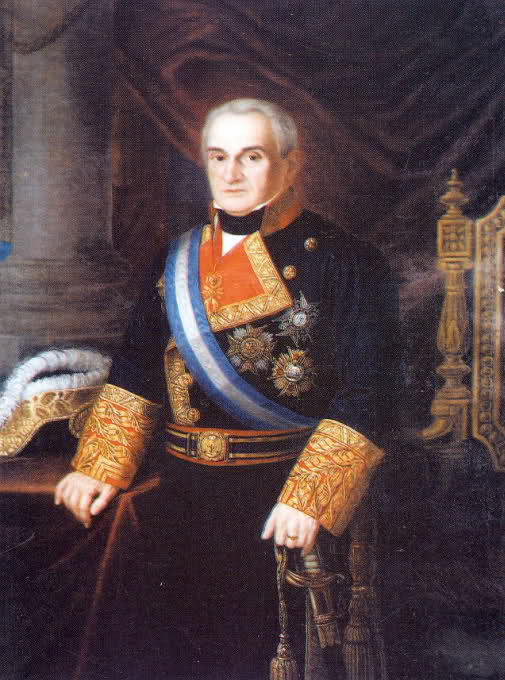
Gaspar de Vigodet.

Tras el Asalto de la Isla de las Ratas, efectuado exitosamente el 15 de julio de 1811 por un grupo incursor patriota con el objeto de destruir la batería realista en la isla y proveer de pólvora a la artillería de las fuerzas sitiadoras de Montevideo al mando del General José Rondeau, José María Salazar, cansado de ser despreciado en su carácter de autoridad reiteró su pedido de ser relevado del cargo a fin de volver a España. En carta del 21 de julio al Secretario de Estado del Consejo de Regencia tras informar de la "sorpresa" que hicieron sus enemigos en la Isla de las Ratas, se quejaba de la conducta del virrey Francisco Javier Elío, lo que terminaría con la separación de Salazar.
Así, el 10 de agosto de 1811 el capitán de navío Miguel de la Sierra había ya recibido instrucciones de reemplazar al brigadier José María Salazar en la Comandancia del Apostadero de Montevideo.
El 23 de septiembre de 1811 cayó en Buenos Aires la Junta Grande y se hizo cargo del poder ejecutivo el Primer Triunvirato, el cual el 20 de octubre de 1811 firmó con Elío un armisticio que disponía el fin de las acciones navales y el retiro de la Banda Oriental tanto de las fuerzas patriotas como de las portuguesas.
Habiendo retornado Elío definitivamente a España el 18 de noviembre, asumió con el título de Gobernador de Montevideo Gaspar de Vigodet. Resuelto a hacer fracasar el acuerdo, envió al capitán de fragata José Primo de Rivera y Ortiz de Pinedo a reconvenir a Buenos Aires por el incumplimiento del tratado en razón del apoyo encubierto que continuaba brindando a las milicias orientales. Si bien esto era cierto, tampoco Lecor había hecho efectivo el repliegue acordado. La respuesta del gobierno revolucionario fue darle dos horas para abandonar la ciudad, por lo que el 6 de enero de 1812 se cerraba el puerto de Montevideo y Vigodet daba por implícitamente roto el armisticio.
El 26 de enero de 1812 Salazar dejó definitivamente el mando y fue reemplazado por Miguel de la Sierra. Fue el principal responsable de que Montevideo se convirtiera en baluarte realista en el Río de la Plata, hecho que condicionó más que ningún otro la política de la naciente revolución al obligarla a mantener abierto un segundo frente hasta 1814, al ver disminuidos sus ingresos por los bloqueos y el uso del puerto de Montevideo, y al convertirse en foco tanto de los movimientos que desembocarían en la guerra civil como de la intervención luso-brasilera.